# Garmt Bouwman
Garmt Bouwman (Sauwerd, 14 juli 1946) is een Nederlands organist en componist.

## Biografie
Bouwman had op jonge leeftijd al gevoel voor muziek. Op zijn twaalfde speelde hij op een orgel een toccata dat erg op de muziekstijl van componist Johann Pachelbel leek. Zijn eerste orgellessen kreeg hij bij zijn moeder en daarna ging hij orgel studeren bij Luit Doornbos en Piet Wiersma. Nadat hij de HBS-B had bezocht ging hij studeren aan de kweekschool in Groningen. Hier behaalde hij in 1967 zijn onderwijzersdiploma. Hij was daarna enige jaren werkzaam op basisscholen in Den Andel, Stadskanaal en Aduard. Hij behaalde daarbij ook zijn AMV-diploma aan het Gehrels-instituut. Naast zijn werk als onderwijzer studeerde hij ook avonduren wiskunde aan de Fryske Akademy in Leeuwarden. Hier behaalde hierna zijn onderwijsakte MO-B. Sinddiens is hij ook gaan werken als wiskundeleraar op het CSG Lauwers College in Buitenpost. In die zelfde periode was hij ook organist van de gereformeerde kerk te Sauwerd.
Bouwman begon in de jaren tachtig nogmaals een muziek studie. Naast het nemen van orgellessen nam hij ook pianoles bij Siewert Pilon en kreeg daarbij ook theorielessen. In 1990 kreeg hij zijn staatsdiploma’s Muziekonderwijs Orgel A en B. Vervolgens sloot hij zijn eindexamen af aan de Grote Kerk in Dordrecht. In 1990 richt hij samen met Tijs Rippen het "Vocaal Ensemble Buitenpost" op. Hierna werd hij benoemd tot organist van de hervormde kerk in Buitenpost. In 2016 publiceerde hij het boek De Mariakerk te Buitenpost over de geschiedenis van deze kerk.

### Privé
Bouwman is getrouwd en heeft drie kinderen. Hij woont in Buitenpost.

## Composities

### Cd's
- Per Annum Domini
- Garmt Bouwman bespeelt het Van Dam-orgel
- Orgelmuziek in de Kersttijd

### Bladmuziek
- (1998) Komt allen tezamen
- (1999) 3 Valeriusliederen
- (2001) Muziek voor een Avondmaalsdienst
- (2001) Drie variaties
- (2002) Christus is opgestanden
- (2003) Vier avondliederen
- (2005) Preludium, koraal en fuga
- (2006) Psalm 107
- (2006) Het jaar rond
- (2006) Zeven orgelwerken voor liturgisch gebruik
- (2010) De vreugde voert ons naar dit huis
- (2012) Daar gaat een lam en draagt de schuld
- (2013) Toen eenmaal God terneder kwam